# 賀老の滝
賀老の滝（がろうのたき）は、北海道島牧郡島牧村の二級河川・千走川の上流にある滝。

## 概要
別名は竜神の滝、飛竜の滝。狩場茂津多道立自然公園に指定されており、1991年（平成3年）には「日本の滝百選」に選定された。
滝の上流にある岩の割れ目からは、濃度の濃い天然の炭酸水であるドラゴンウォーター（龍神様の御神水）が湧き出ている。川の水量が少ない時期（7月中旬～10月下旬）に採取し易く、鉄分を含むが飲用は可能である。
ログハウス広場から滝までの約700メートルは滝見道路として整備されている。上流周辺の賀老高原にはキャンプ場があり、渓流釣りや山菜採りも楽しめる。

## 伝承
寛永8年（1631年）にシマコマキ（島牧）で砂金が見つかり、後に金山奉行となった松前藩士・小太郎は江戸幕府から金を隠す計画を立てた。以前に手負いの小鹿を見つけて傷を癒した賀老の滝に隠すことを考え、滝に来ると一頭の鹿が現れて滝壺を指したという。また竜神が金を守る事を告げ、掘り出す者には祟りがあったと伝える。

## 交通アクセス
- 鉄道

函館本線黒松内駅または長万部駅からバス、タクシー約2時間、徒歩20分。
- 自動車

国道229号を経由して賀老高原キャンプ場より徒歩20分。